# Fikonfåglar
Fikonfåglar (Sphecotheres) är ett släkte i familjen gyllingar inom ordningen tättingar. Släktet omfattar tre arter som förekommer från östra Små Sundaöarna till Australien:
- Timorfikonfågel (S. viridis)
- Wetarfikonfågel (S. hypoleucus)
- Australisk fikonfågel (S. vieilloti)